# Secrétaire d'État des Affaires étrangères (royaume de France)
Dans le royaume de France, sous l'Ancien Régime, le secrétaire d'État des Affaires étrangères est le conseiller du roi pour les relations extérieures et la coopération entre la France et les autres États, et le responsable du département des Affaires étrangères.

## Avant la Révolution
Le secrétariat d'État aux Affaires étrangères est créé en 1589, Louis de Revol est le premier à occuper cette fonction,. 
Le secrétaire d'État des Affaires étrangères était souvent créé ministre d'État lors de son entrée en fonctions puisque le Conseil d'En-haut traitait principalement de diplomatie. Cependant la nomination n'est pas automatique : on vit ainsi de 1696 à 1699 Torcy détenir la charge de secrétaire d'État sans être ministre tandis que son beau-père Pomponne rapportait les affaires au Conseil.
Pendant la polysynodie (1715-1718), les affaires étrangères ne sont pas gérées par un secrétaire d'État, mais par le Conseil des affaires étrangères.
Comme tous les secrétaires d'État, le secrétaire d'État des Affaires étrangères était parallèlement chargé de l'administration de certaines provinces intérieures. Néanmoins, à partir de 1747, plusieurs secrétaires d'État obtinrent d'être déchargés de cette tâche considérée comme subalterne.

## Actuellement[Quand?]
Depuis le XIXe siècle, les sous-secrétaires d’État ou secrétaires d’État aux Affaires étrangères sont des membres du gouvernement adjoints au ministre (ou ministre d’État) chargé des Affaires étrangères, avec ou sans attributions particulières (Coopération, Francophonie, Relations culturelles internationales, Affaires européennes, Droits de l'homme, etc.). Dans le gouvernement François Fillon (3), il n'y a pas de secrétaires d’État auprès du ministre des Affaires étrangères et européennes, mais des ministres.